# Distretto di Petrykaŭ
Il distretto di Petrykaŭ (in bielorusso Петрыкаўскі раён?) è un distretto (raën) della Bielorussia appartenente alla regione di Homel'.